# Piołunek
Piołunek (niem. do 1945 r. Rosenthaler Feld) – osada wsi Różańsko w Polsce, położona w województwie zachodniopomorskim, w powiecie myśliborskim, w gminie Dębno. Wchodzi w skład sołectwa Różańsko. 
W latach 1975–1998 osada administracyjnie należała do woj. gorzowskiego.
Według danych z 2015 r. osada liczyła 12 mieszkańców.

## Edukacja
Uczniowie uczęszczają do szkoły podstawowej w Różańsku.